# Phoenix Pchjongčchang
Phoenix Pchjongčchang (korejsky: |휘닉스 평창) je lyžařské středisko v Jižní Koreji. Nachází se ve městě Bongpchjong-mchjon, v kraji Pchjongčchang.
V Bogwang Snow Parku proběhly závody v akrobatickém lyžování a snowboardingu v rámci Zimních olympijských her 2018.
Kapacita místa je 18 000 diváků (10 200 sedadel + 7 800 míst na stání).
Bokwang Snow Park byl také jednou z lokací, kde se natáčelo televizní drama Autumn in My Heart.